# Звонко Марић
Звонко Марић (Бујановац, 2. новембар 1931 — Београд, 18. октобар 2006) био је српски физичар и академик.

## Биографија
Рођен је као друго од троје деце Благоја и Надежде Марић. Његов млађи брат је био лекар Предраг Марић.
Основну школу и гимназију је завршуо у Лесковцу. Студирао је физику на Природно-математичком факултету у Београду. Дипломирао је 1955. године. Звање доктора наука стекао је 1960. године, одбранивши тезу „Дисперзија светлости на атомским језгрима“. После Другог светског рата био је један од првих 15 доктора наука из области физике на Физичком факултету Универзитета у Београду и један од пионира развоја физике у Београду.
Након дипломирања запослио у Институту за нуклеарне науке у Винчи, где је радио у лабораторији за теоријску физику. Непуних годину дана по доласку у Винчу, Марић је упућен на специјализацију у Институту за теоријску физику у Копенхагену, у Данској, где је провео две године бавећи се теоријом молекуларних модела. По повратку са студијског усавршавања и одбране докторске тезе, руководио је лабораторијом за теоријску физику у Винчи.
Године 1961. први студенти физике уписују се на Универзитет у Новом Саду. У том периоду је са још неколико колега организовао специјалистичке студије.
Истовремено се бавио и педагошким радом на Природно-математичком факултету у Београду, где је држао курсеве на редовној и постдипломској настави. У Институт за физику прешао је 1972. године
Као професор по позиву, предавао је у Институту за нуклеарну физику „Орсеј“ у Француској. У више наврата боравио је и у Европском центру за нуклеарна истраживања ЦЕРН у Женеви и у Институту за нуклеарне науке у Дубни, у Совјетском Савезу.
Својим рефератима је учествовао на више научних и стручних скупова у земљи и свету.
Његова научна делатност посвећена је нуклеарној, атомској и молекуларној физици, као и проблемима заснивања квантне механике и статистичке физике. Објавио је више научних радова - и на српском и на страним језицима.
За свој рад добио је више признања. Редовни члан Српске академије наука и уметности постао је 1991. године.
Сахрањен је у Алеји заслужних грађана на Новом гробљу у Београду.